# Catherine Gonnard
Catherine Gonnard (Lille, 28 de abril de 1958) es una periodista y ensayista francesa, especializada en literatura, historia de la mujer y lesbianismo.

## Trayectoria
En la década de 1980 participó en el Movimiento de Información y Expresión Lésbica (MIEL) y en la fundación del Comité de Emergencia contra la Represión Homosexual.Parte de sus archivos sobre los movimientos homosexuales y lésbicos fueron trasladados a la Bibliothèque Marguerite Durand.
De 1980 a 1987 participó en el consejo editorial de la revista mensual Homofonías, luego de 1989 a 1998 fue redactora jefe de la Revista Lesbia. Colaboró habitualmente con la revista Têtu.
Creó el archivo de la Unión de Pintoras y Escultoras (1881-1994).
Ha participado en numerosos simposiosy congresos en Francia y en el extranjero. Ha escrito numerosos artículos, comunicaciones sobre  la literatura, el arte, la mujer y el lesbianismo. También estaba interesada en la historia de la mujer en la canción. Es especialista en archivos audiovisuales y participa en el proyecto “Genrimages, representaciones sexuales y estereotipos en la imagen” del Centro Audiovisual Simone de Beauvoir.

## Cortometrajes
- UFPS, Unión de Pintoras y Escultoras (53 min), con Anne-Marie Gourier, Centro Audiovisual Simone de Beauvoir, 2007.[13]
- Elula, los hombres no nos importan (26 min), con Josée Constantin, producción de Canal Plus, 2000.
- Lesbiana razonable (20 min), con Josée Constantin, producción de Canal Plus, 1999.

## Publicaciones
- “ Inventando tu género en el lenguaje de la televisión », con Elisabeth Lebovici, en la revista online GLAD !,[14] No.11 de diciembre de 2016.
- Vivir de tu arte, historia del estatus del artista XV XV siglo XXI 21 siglo, obra colectiva bajo la dirección de Agnès Graceffa, París, Hermann, 2012.ISBN 9782705683559
- “ Fotógrafos, mujeres con lentes. », en catálogo de la exposición Foto, Mujeres, feminismo, 1860-2010, colección de la biblioteca Marguerite Durand, Bibliothèques de París, 2010.
- (en inglés) " Miradas cruzadas sobre la exposición "elles@centrepompidou" », con Nathalie Ernoult, en Diógenes, Perspectivas actuales de los estudios de género, Número 225, volumen 57, número 1,février 2010, Publicaciones sabias.
- “ Perspectivas cruzadas sobre “elles@centrepompidou” », con Nathalie Ernoult, en Diógenes, Nuevas perspectivas en los estudios de género, n°225, janvier 2009, PUF .
- “ Tres generaciones : construcción de un artista », en Charley Toorop, Museo de Arte Moderno de la Ciudad de París, ed. Museos de París, 2010.
- Simone Baltaxé, publicado por Cercle d'art, colección descubramos el arte, París, 2009.
- “ Mujeres artistas e instituciones antes de 1950 », inelles@centrepompidou, mujeres artistas en la colección del museo nacional de arte moderno, centro de creación industrial, ed. Centro Pompidou, París, 2009.
- Prefacio a la edición especial de aniversario 2009 de Una página de la historia del arte del siglo XIX, una conquista feminista, Madame Léon Bertaux, de Edouard Lepage, Imprimerie Française Dangon, París, 1911.
- Mujeres artistas/mujeres artistas, con Élisabeth Lebovici, París, Hazan, 2007.
- Diccionario de las culturas gay y lesbiana, obra colectiva bajo la dirección de Didier Eribon, París, Larousse, 2003.
- Cómo podrían decir yo, con Élisabeth Lebovici, catálogo de la exposición “ Claude Cahun ”, Instituto Valenciano de Arte Moderno, 2001.
- Homofonías : un sonido diferente, con Jean-Michel Rousseau, actas del congreso de la Sorbona "Homosexualidad y lesbianismo", Ediciones GKC, 1989.